# 오시마 나기사
오시마 나기사(일본어: 大島渚, 1932년 3월 31일 ~ 2013년 1월 15일)는 일본의 영화 감독이자 각본가이다. 1976년작 《감각의 제국》과 데이비드 보위와 사카모토 류이치가 출연한 1983년 영화 《전장의 크리스마스》로 알려져 있다. 교토 대학을 졸업한 후, 영화 제작사 쇼치쿠에 들어갔으며, 1959년 《사랑과 희망의 거리》로 데뷔했다.
2013년 폐렴으로 세상을 떠났다.

## 주요 감독 작품
- 1959년 《사랑과 희망의 거리》
- 1960년 《청춘 잔혹 이야기》
- 1960년 《태양의 묘지》
- 1960년 《일본의 밤과 안개》
- 1965년 《열락》
- 1965년 《윤복이의 일기》
- 1966년 《백주의 살인마》
- 1967년 《동반자살 일본의 여름》
- 1967년 《일본춘가고》
- 1968년 《돌아온 술주정뱅이》
- 1969년 《신주쿠의 도둑일기》
- 1969년 《소년》
- 1972년 《그 여름날의 누이》
- 1976년 《감각의 제국》
- 1978년 《열정의 제국》
- 1983년 《전장의 크리스마스》
- 1999년 《고하토》